# چوریچنی
چوریچنی (به بلغاری: Churicheni) یک منطقهٔ مسکونی در بلغارستان است که در شهرستان پتریچ واقع شده‌است.